# Pentateuco de Tours

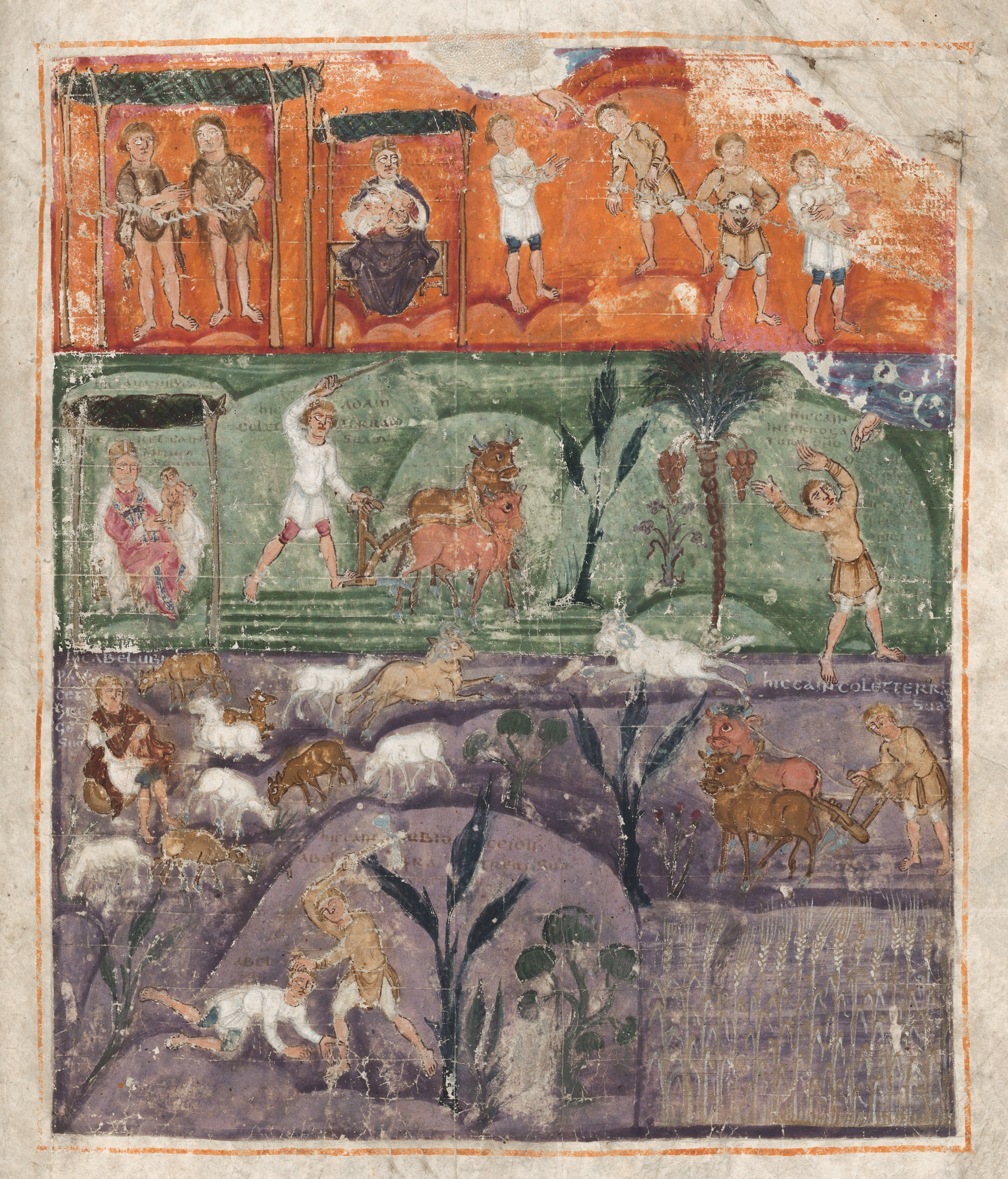
Ashburnham Pentateuch, París, Bibliothèque Nationale de France, Ms. Nouv. Acq. Lat. 2334, fol. 6r. Esta espléndida miniatura representa la historia de Caín y Abel pero, en el encabezado de las miniaturas podemos ver a Adán y Eva vestidos con unas pieles de animales, y la siguiente escena es Eva amamantando a uno de sus hijos.

El Pentateuco de Tours o de Ashburnham (BnF nouv. acq. lat. 2334) es un manuscrito iluminado paleocristiano o prerrománico, de datación y origen discutidos. Originalmente contenía los cinco libros del Pentateuco (los primeros de la Biblia), aunque se ha perdido todo el Deuteronomio y parte de los demás libros. Está compuesto por 142 folios de pergamino de 372 mm por 321 mm, de los cuales sólo 129 son originales: los trece restantes fueron agregados durante la época carolingia o gótica. Se cree que contenía 68 miniaturas, pero se han conservado apenas diecinueve, a toda página, dibujadas con lápiz y pintadas con gouache. Algunas de ellas desarrollan una única escena (como la del Arca de Noé, f. 9) y otras varias, en bandas de distinto color (como la historia de Caín y Abel, f. 6). 
Hasta 1842 se conservó en la biblioteca de Tours, de donde fue robado por Guglielmo Libri Carucci dalla Sommaja. En 1847 lo compró el bibliófilo inglés Bertram Ashburnham, cuyos herederos lo vendieron a la Biblioteca Nacional de Francia en 1888.
Según Bezalel Narkiss, habría sido realizado en el siglo v en Roma, pues lo atribuye al scriptorium imperial, que lo habría hecho por encargo de la princesa regente Gala Placidia para la educación en la doctrina cristiana de su hijo, el emperador Valentiniano III. Otros autores retrasan la cronología a finales del siglo vi o al siglo vii, y lo relacionan con algún taller de la Hispania visigoda, del Norte de África o de Siria.
Ya debía hallarse en Tours a finales del siglo xi, pues el ciclo de pinturas murales románicas de la iglesia de San Julián de aquella ciudad reproduce la representación del Tabernáculo y otras de sus imágenes.